# ヴァーティゴ
ヴァーティゴ（Vertigo）とは、1960年代末にイギリスにおいて設立されたレコード・レーベルの名称。『Vertigo』（眩暈の意）の名が示すとおり、ロゴマークは渦巻き型のシンボル・マークで知られた。

## 歴史
ビートルズの登場と成功以降、大手のレーベルは多数出現した若手ミュージシャンやバンドの確保に乗り出した。旧来のビジネス慣習から抜け出せずにビートルズとの契約を逸したデッカ・レコードは、格式を尊むデッカ部門の失敗に鑑みて、1966年に社内に発足させたデラム・レーベルの方針を転換して、新人ミュージシャンやバンドに柔軟な対応で契約を結ぶ受け皿とした。このような社内に別組織を設立するといった対応の他、プロダクションなどが増収を狙ってインディペンデント・レーベルを設立する動きがみられた。その運営形態は完全な独立のほか、大手レーベル傘下でプロダクションが独自にレーベルを設立したり、従来の商習慣とは異なり大手レーベル名とその供給販売網へ委託、原盤制作などの費用負担とレコードの製造枚数を掌握する自主管理の契約を結んだり、と多様だった。
フィリップス・レコード（1972年からポリグラム）ではこの流れに沿って、プロデューサーのオラブ・ワイパー（Olav Wyper）の進言から1969年にヴァーティゴ・レーベルを傘下に設立した。既にフィリップスの系列には主にポップスを発表し、自立する前のアイランド・レコードから配給を受託していたフォンタナ・レーベルがあった。ヴァーティゴは差別化を図り、主にジャズ・ロック、ハードロック（当時は「ヘヴィ・ロック」と呼称）に隆盛を極めつつあったプログレッシブ・ロックなどの最先端のロック音楽の紹介と販売を売り物にして、前衛的なレーベル・イメージを打ち出した。
1969年から1975年まで、レコード盤レーベルのA面デザインはロゴマークを最大に拡大したもので、このレーベル・デザインに因んで「スパイラル・ヴァーティゴ (spiral vertigo)時代」はレーベル初期を指す俗称でもある。第一弾、レコード番号「VO_01」はコロシアムの二枚目「ヴァレンタイン組曲」を発売(一枚目「コロシアム・ファースト・アルバム/Those Who Are About to Die Salute You」はフォンタナ・レーベルから発売、移籍。)、8枚目からレコード番号は「6360_000」に移行した（一部例外あり）。ジャズ・ロックでは、マンフレッド・マン解散後に結成された新たなバンドのマンフレッド・マン・チャプター・スリー、イアン・カーのニュークリアスやキース・ティペット、ハード・ロックはブラック・サバス、ユーライア・ヒープが高い評価を得た一方、ジェントル・ジャイアントやコロシアムなど実験的音楽を志向する多くのバンドが作品を発表し、現在高値で取引されている作品も多い。この時期にはロッド・スチュワートも所属し（その後、姉妹レーベルのマーキュリー・レコードに移籍）、当時のレーベル・カタログではイギリス国内においても異色の存在が占めるなか、イアン・マシューズ(Iain Matthews en)、ミッキー・ジャップ（Mickey Jupp en ）のバンドであるレジェンド、もとマンフレッド・マンのポール・ジョーンズ(en)のソロ・アルバムなど、フォーク、ブルース・ロックやロックンロール作品も発表されている。ヴァーティゴはフォンタナ・レーベル同様にプロダクションやインディペンデント・レーベルから受託配給していたものも多く、その一つにゲリー・ブロン（Gerry Bron　en)のブロンズ・レコード創立に伴って、コロシアムとユーライア・ヒープは廃盤になりブロンズから再発された。
1971年には映画『時計じかけのオレンジ』に登場する架空のレコード店のポップアップでロゴマークが使用される。系列のフォンタナ・レーベルで1966年に「恋はワイルド・シング」のヒットを放ったトロッグス(en)をプロデュースしたラリー・ペイジ(en)がヴァーティゴ傘下にネペンサ・レーベル（Nepentha Records、レコード番号は6437_000）を設けたが、5枚のアルバム発表に留まり同年中に活動を停止している。
1970年代半ばになるとヴァーティゴは次第にレーベル・カラーを大衆向けに変え、ステイタス・クォー、シン・リジィ、グレアム・パーカー、クラフトワーク（英国盤）などの高い人気を誇るバンドを多数擁するようになる。レコード番号が「6360_000」から「6370_000」や「9102_000」などに移行した1975年にレコード盤レーベルはロジャー・ディーンのデザインに変更され通称「スペースシップ・ヴァーティゴ（Space Ship Vertigo）」と呼ばれた。
1980年を過ぎると規模が縮小されたが、現在でもメタリカやダイアー・ストレイツをはじめとする、各バンドのイギリスにおける配給元として機能している。親会社であったフィリップスは現在ユニバーサル ミュージックに併合されているため、ヴァーティゴの音源がユニバーサルから発売されることもある。
また日本フォノグラムから発売された邦楽作品にも、ヴァーティゴ・レーベルが使用されたものがある（成毛滋のフライド・エッグ、長谷川きよし『黒の舟唄』、かまやつひろし『のんびりいくさ』など）。1970年6月1日 に日本ビクターから分離独立した事情と初期ヴァーティゴ・レーベルのカタログ数は少なく、日本国内盤の発売は殆どが見送られ、メイ・ブリッツのように日本フォノグラムのフィリップス・レーベルから発売された例外が存在する。

## 所属していた主なバンド・アーティスト
- コロシアム（『ヴァレンタイン組曲』はヴァーティゴのアルバム第1号）
- マンフレッド・マン・チャプター・スリー
- クレシダ
- ブラック・サバス（現在は姉妹レーベルのマーキュリー所属[2]）
- グレイシャス
- マグナ・カルタ
- アフィニティー
- ユーライア・ヒープ
- メイ・ブリッツ
- ニュークリアス
- ロッド・スチュワート
- ジェイド・ウォリアー
- ジューシー・ルーシー
- パトゥ
- ウォーホース（ニック・シンパー所属）
- ジェントル・ジャイアント
- キース・ティペット・グループ
- ニルヴァーナ
- スティル・ライフ
- チューダー・ロッジ
- センセーショナル・アレックス・ハーヴェイ・バンド
- ステイタス・クォー
- シン・リジィ ※デッカ・レコードから移籍
- グレアム・パーカー
- ダイアー・ストレイツ
- デフ・レパード
- フェアポート・コンヴェンション ※アイランド・レコードから移籍

## 現在所属している主なバンド・アーティスト
- エイミー・マクドナルド
- ザ・ガスライト・アンセム
- ザ・キラーズ
- レイザーライト
- ステレオフォニックス

## 注・出典
1. ↑  日本では「宇宙クラゲ」という俗称もある。
2. ↑  マーキュリーレコード所属アーティスト一覧（英語）